# Upper Creek
Upper Creek, naziv za Creek plemena i gradove na rijekama Alabama, Coosa i Tallapoosa u Alabami. Među njima bilo je i pripadnika drugih priključenih i nadvladanih skupina.
- Alabama - Alabama-Koasati
- Abihka (Coosa) - Alabama-Koasati
- Tallapoosa - Alabama-Koasati
- Okfuskee - Alabama-Koasati
- Wakokai - Muskoke
- Eufaula - Muskoke
- Hillibee - Muskoke
- Atasi - Shawnee, kasnije govore Muskoke
- Tukabahchee - Shawnee, kasnije govore Muskoke - vodeći grad Upper Creeka
- Wetumpka - Alabama-Koasati
- ? - Alabama-Koasati
- ? - Alabama-Koasati
- ? - Natchez
- Pakana - Alabama-Koasati
- Tawasa - Timucua
- Okchai - Chacato, možda bliže srodni s Alabama-Koasati
- Tomahitan - Yuchi
- Litafatchi
- ? - Chickasaw
- ? - Shawnee, kasnije govore Muskoke